# 錫拉哈
錫拉哈是尼泊爾的城鎮，位於該國東部，由馬德什省負責管轄，處於首都加德滿都東南約145公里，海拔高度64米，距離與印度接壤的邊境約5公里，2011年人口28,442。
26°39′0″N 86°12′0″E / 26.65000°N 86.20000°E